# 장수거북
장수거북(영어: leatherback sea turtle, 학명: Dermochelys coriacea)은 현존하는 거북 중에서 가장 큰 종이며, 열대지방에서 주로 발견되는 바다거북이다. 하지만 체온을 일정하게 유지할 수 있는 능력과 먹이를 위한 이동때문에 바다거북중에서는 분포범위가 가장 넓은 편이다.
대부분 거북들과는 달리 등이 뼈로 이루어지지 않고, 살로 이루어져있다. 크기 때문에 자연에서 다 큰 성체를 위협하는 생물은 거의 없다. 미색동물의 여러 가지와 오징어나 문어 같은 연체동물 등을 먹지만, 가끔씩은 작은 물고기도 먹는다. 하지만 장수거북에게 가장 중요한 먹이는 해파리로 알려져 있다. 장수거북은 최대 1,280미터까지 잠수할 수 있다.
현재까지 남아 있는 장수거북과에 속해있는 1과 1속 1종이다. 열대지방에서 주로 산란하지만, 분포는 그곳으로 제한되어 있지는 않으며, 먹이를 위해 차가운 바다로 곧잘 이동한다. 최근에는 알의 채집, 선박과 충돌, 그물에 걸리는 등 인간활동으로 인하여 개체수가 급감해 IUCN은 장수거북을 위기등급중 위급으로 평가하였다. 가장 극심한 개체감소가 일어난 곳은 태평양이다.

## 형태

장수거북의 등에 있는 돌기선을 나타낸 그림

장수거북은 대부분의 바다거북과 같이 두 쌍의 다리, 큰 머리, 짧은 꼬리를 가지고 있다. 발톱 없는 발은 여전히 수영하기에 적합하다. 다른 바다거북에 비해 장수거북의 발은 몸의 크기에 비해서 상당히 큰 편으로, 앞발의 길이가 도합 270 센티미터까지 자란 것이 목격된 적이 있다. 장수거북과의 유일한 종으로, 다른 바다거북과 다른 점이 몇몇 있다. 가장 눈여겨볼 차이점은 딱딱한 등딱지가 없으며, 머리에서 꼬리로 이어진 볼록한 선이 특징이며 가죽과 같은 피부로 덮여있다 (이 피부 밑에 아주 작은 뼈 조직이 존재한다.) 등의 밑에 있는 뼈 조직은 장수거북이 심해로 잠수할 때 수압에 의해 납작해 지기도 한다. 일곱 개의 등줄기가 거북의 뒷부분에서 앞부분까지 뻗어있다. 거북의 피부는 어두운 회색이며, 흰 점들도 산재한다. 대신 거북의 배는 옅게 채색되어 있다.

다 자란 장수거북은 1 미터에서 2미터 정도 되며, 250에서 700 킬로그램까지 나가지만, 웨일스의 북대서양해안에서 발견된 표본은 3 미터 정도되면서 900 킬로그램까지 자랐다. 장수거북은 지구상 파충류 중에서 4번째로 크다.
장수거북은 장거리 이동에 매우 유리한 몸구조를 가지고 있다. 몸은 전체적으로 유선형으로 되어 있으며, 다른 바다거북에 비해 큰 앞발로 인해 이들보다 효율적으로 헤엄칠수 있다.

### 생리
장수거북의 물질대사율은 같은 크기의 다른 파충류에 비해 4배나 높아 체온유지에 용이한데, 기름진 피부와 큰 체구가 체온을 주변온도 보다 높은 18 °C로 유지시켜주기 때문이다.
장수거북은 파충류 중에서 가장 깊이 잠수하는 것으로 알려져 있으며, 수심 1,200 미터에서 발견되기도 하였다. 또한 그들은 가장 빠른 파충류이기도 하며, 기네스북은 최대 시속 35.28 km/h로 장수거북을 가장 빠른 거북으로 등재하고 있다.

## 분포
장수거북은 전 세계에 분포하는 종으로 알래스카와 노르웨이부터 아프리카의 희망봉과 뉴질랜드까지 발견되며, 주로 열대지방과 아열대를 선호한다. 한국에서도 난류를 따라 올라오는 무리가 있다.
전 세계적으로 유전적으로 크게 세 그룹(동태평양, 서태평양, 대서양)이 존재한다.
 말레이시아에 산란하는 그룹을 나눠야 한다는 주장이 있지만, 이 지역에서 장수거북은 거의 절멸되었다. 인도양지역에서 산란하는 개체도 목격되었지만, 이들에 대해서는 연구가 거의 진행되지 않고 있다. 다른 바다거북과 마찬가지로 개체수 측정과 변동 동향을 측정하기 위해서는 매년 산란하러 오는 암컷의 수에 전적에 의존할 수밖에 없다.

### 대서양
장수거북은 대서양 전체에 분포하며, 북해에서 희망봉까지 발견된다. 다른 바다거북과 달리 해파리가 많은 찬물에서 먹이를 찾기도 하기 때문에 그들의 분포범위는 넓다. 하지만 그들이 산란하는 지역은 한정되어있다..
캐나다의 대서양 해안에서는 뉴펀들랜드, 노바스코샤에서 먹이를 찾는 것이 자주 확인되었으며, 세인트로렌스강 하구에서까지 목격된 적이 있다. 대서양에서 그들이 주로 산란하는 곳은 수리남, 프랑스령 기니, 가봉 등을 들 수 있다. 가봉의 마움바 국립공원은 아프리카에서 특히 그들이 가장 많이 산란하는 장소로 알려져 있다. 남아메리카의 북동쪽 해안은 장수거북을 비롯한 바다거북이 많이 산란하는 장소이다. 수백개체가 플로리다반도의 동쪽 해안에서 매년 산란한다. 코스타리카에서는 파리스미나해변이 가장 중요한 산란소로 알려져 있다.

### 태평양
한때 태평양 개체군은 구분되지 않았지만, 최근에 미토콘드리아와 DNA 염기분석에 따르면 동태평양과 서태평양 개체군은 구분되는 것으로 나타났다. 한 그룹은 파푸아, 인도네시아, 그리고 솔로몬제도에 산란하면서 북반구에서 먹이를 찾는다. 동태평양그룹은 주로 남아메리카 부근에 사며, 산란할 때는 중앙아메리카(멕시코, 코스타리카)까지 올라간다. 말레이시아에 분포하는 개체는 2006년에 어림잡아 수백 마리로 추정된다.
북아메리카의 컬럼비아 강의 하구와 캘리포니아해안가는 장수거북이 서식하는 중요한장소로 알려져 있다. 심지어 캐나다의 브리티시 컬럼비아의 해안가에서 목격된 적도 있다.

### 인도양
이들 개체에 대해서는 연구가 상대적으로 부족하지만, 확인된 산란소는 스리랑카와 니코바르섬으로 알려져 있으며, 이들은 유전적으로 구분되는 것으로 보인다.

## 생태
장수거북은 바다거북상과에 분류되지만, 다른 바다거북과의 종과 구분되는 특징을 지니고 있다. 이들은 표피에 베타-케라틴이 없으며, 발톱, 비늘 등도 없다. 턱에 먹이를 자르는 판 또한 존재하지 않으며, 이는 장수거북이 거의 해파리만 먹는 식성으로 인해 퇴화된 것으로 보인다.

### 서식처
장수거북은 대개 대양에서 발견된다. 과학자들은 먹이를 위해 인도네시아에서 미국까지 무려 20,000킬로미터를 647일 만에 이동한 한 개체를 추적했다. 그들은 심해를 선호 하지만, 얕은 물에도 발견된 적이 있다. 그들의 먹이는 주로 해안가에 있는 것으로 판명되었다. 다른 파충류와 달리 장수거북은 차가운 물에서도 생존할 수 있으며, 4.5 °C 정도의 바다에서 발견된 바가 있다.

### 다른 생물과의 관계
죽은 장수거북의 시체가 해안가에 떠올라 와 분해되는 과정이 관찰되었다. 1996년에 떠내려온 개체에는 여러 가지 종류의 파리가 기생하였으며, 아메리카 흑콘도르가 뜯어 먹기도 하였다. 며칠 뒤에 시체만을 먹는 여러종류의 딱정벌레도 관찰 되었다. 이로써 12가지 이상의 생물이 장수거북의 시체를 분해하는 데에 역할을 한다.

### 먹이
장수거북의 주식은 거의 해파리만으로 이루어진다. 이러한 편향으로 인해, 그들이 해파리의 개체수 조절에 큰 역할을 한다는 가설이 있다. 장수거북의 다른 먹이로는 미색동물이나 연체동물같은 부드러운 생물과 작은 물고기가 있다. 비교적 영양가가 낮은 해파리를 먹고 긴 거리를 이동하려면 많은 양을 섭취해야 하는데, 장수거북의 몸체는 필요를 충족시킬수 있다. 장수거북의 식도는 상당히 길며, 거의 몸의 후면까지 이른다. 또한 식도는 많은 양의 먹이를 저장하기 위해 팽창될 수 있으며, 벽면에 있는 돌기 또한 먹이를 단단히 잡는다. 단백질은 비교적 소화가 잘 되기 때문에 장거리를 이동할 시에 장수거북은 필요할 때마다 이들을 소화해 에너지로 변환할 수 있다.

### 일생

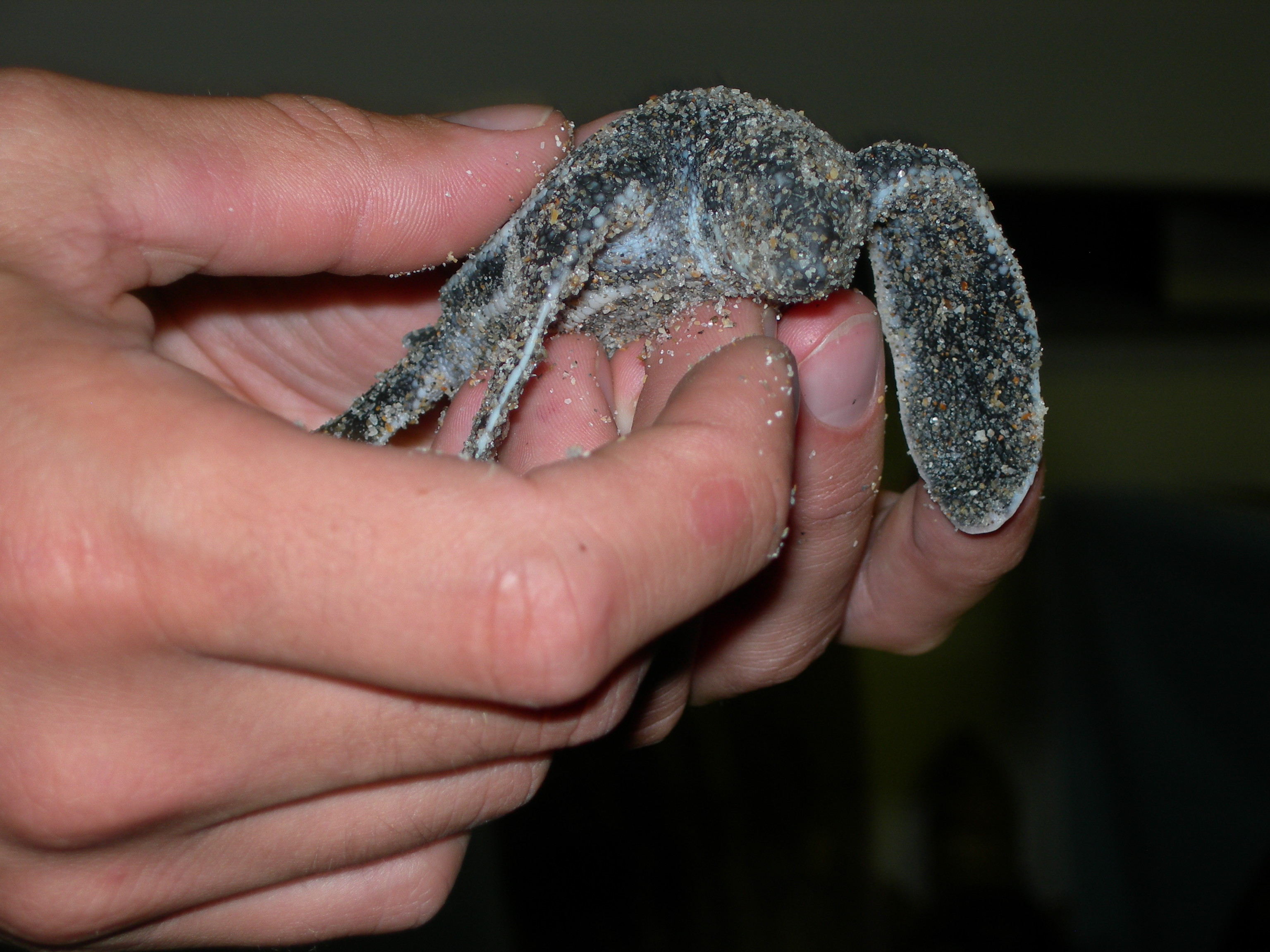
보카라톤의 새끼 장수거북

장수거북은 대부분의 파충류처럼 생애를 알에서 시작한다. 어미는 해안가에 올라와 땅에 산란을 하며, 부화하기까지는 60에서 65일이 걸린다. 태어난 직후 바로 알집을 빠져나오지 않으며, 산소가 고갈될 무렵에 땅으로 올라오기 시작한다. 서로 치고박고 올라와 알집에는 토사가 쌓이게 되는데, 이는 새끼들이 빠져나오는 데에 한몫 한다. 보통 일출전에 깨어나며, 등의 길이는 5.1에서 6.8센티미터정도이다.
땅에 올라온 후, 새끼들은 밝은 쪽 (즉 해안가)를 따라간다. 바다에 도달하는 동안에는 게, 까마귀, 갈매기 등의 천적을 통과해야 한다. 바다에 도달하고 나서도 문어, 대형 물고기, 상어의 밥이 되고는 한다.
다른 바다거북과 마찬가지로 장수거북이 유년을 어디에서 보내는가는 잘 알려져 있지 않다. 유년개체는 잘 발견되지 않으며, 따라서 그들에 대한 정보는 사실상 전무하다. 하지만 최근조사에 의하면 등길이가 1미터가량 되기 전까지는 열대바다에서 남는 것으로 나타났다.
산란시 외에는 장수거북은 육지에 돌아오지 않으며, 따라서 수컷은 평생동안 바다에 남게 된다. 암컷은 2에서 3년에 한 번씩 산란을 하며, 거의 대부분은 자신이 태어난 곳을 산란장으로 선택하지만, 미개발 지역을 산란장으로 선택하는 등 다른 바다거북에 비해서 유연성이 있다. 장수거북이 다 자라는 데에 걸리는 시간은 확실하지 않지만, 최근 동공을 감싸는 켜로된 작은 뼈를 이용해 연구한 결과 성숙하는 데에 걸리는 시간은 30년으로 나타났다.
산란은 1시간 반에서 2시간이 걸리며, 주로 밤에 이루어진다. 발을 이용해 알집을 만들며, 알의 크기는 당구공 정도이다. 낳은 알은 바로 단단하지 않으며, 따라서 알들이 부딪힐 때 깨지지 않게 한다. 60에서 90개의 유정란을 낳는데, 장수거북의 특이한 점이라면 마지막 10-40개의 알은 노른자위가 없는 알이라는 것이다. 이는 난관에서 알부민이 지나치게 분비돼서 일어나는 현상이며, 이는 유정란이 숨을 쉴 수 있도록 공간을 만들어주기도 한다.
알을 낳은 후에는 뒷발을 이용해 알집을 덮고 바다로 향한다. 산란소를 감추려고 앞발을 사용해 덮으려고 하지만 바다로 향하는 중 길을 남기기 때문에 완전히 감출 수는 없다. 이외에 암컷들은 포식자들을 속이기 위해 가짜 알집을 만들기도 한다.

## 분류 및 진화
장수거북은 장수거북속의 유일한 종이며, 동시에 장수거북과의 종에서 유일하게 현존해 있기도 하다. 장수거북과의 종들은 백악기 때부터 등장했으며, 등이 다른 거북과는 달리 얇은 무수한 뼛조각으로 이루어져 이들에 대한 화석기록은 충분치 못하다. 에오세(5천6백만-3천5백만년 전)에는 6가지 종이 있었으며, 2백만년 전 선신세에 이르러 단 한 종만이 남게 되었다. 장수거북은 바다거북상과에 속해있지만, 다른 바다거북보다 중생대에 멸종한 연한 등딱지를 지닌 프로테스테기데(Protostegidae)에 더 가깝게 나타났다.
장수거북을 처음으로 설명한 자는 도메니코 반델리(Domenico Vandelli)로, Testudo coriacea라는 학명을 붙여주었다. 장수거북과(Dermochelys)는 프랑스의 동물학자 앙리 블라잉빌에 의해 신설되었다. 이후 장수거북은 Dermochelys coriacea라는 1속 1종으로 재분류되었다. 1843년 레오폴드 피칭거는 장수거북을 장수거북과의 종으로 집어넣었다. 두가지 아종 분류법이 등장하기도 하였지만, 현재는 쓰이지 않는다.

## 종의 보전
장수거북은 보존을 위해 국제적인 합의가 필요한 것으로 여겨지고 있다. 멸종위기종으로 분류되기 시작한 것은 1982년이었으며, 1986년, 1988년, 1990년, 1994년 평가에서도 그상태가 유지되었으며, 심각한 멸종위기종으로 평가된 것은 2000년이었다. 10년동안 20%이상 개체수가 감소했으며, 인간에 의한 영향을 받고 있는 것이 명확해 세부등급은 A1이었다. CITES 부속서 I에도 들어있다.
20세기말에 태평양 개체군의 개체수가 급감한 이유는 한국, 일본, 타이완 등의 나라들이 참치 조업을 위해 걸어놓은 그물에 걸려 일어난 익사와 알의 남획이 주원인으로 여겨지고 있다. 이외에 비닐봉투와 같은 이물질을 삼켜서 익사하거나, 선박에 충돌하여 죽는 경우 또한 많으며, 일부지역에서는 식용으로 이용하기도 하기 때문에 성체 또한 포획된다.
전 세계에 있는 암컷 수는 1982년과 1988년 사이에 115000마리에서 34500마리로 줄어들었다.

### 대서양
대서양지역에서 장수거북은 전반적으로 안정 또는 증가세를 보이고 있다. 증가세의 요인으로는 산란장 보호와 해파리수 (특히 캐나다 동부 세인트로렌스만 유역)증가에 의한 것으로 보인다.

### 태평양
태평양 지역에서는 상당히 많은 장수거북이 서식하였지만, 인간활동과 기후변화 (엘니뇨 현상 등)에 의해 극심한 위협을 받고 있다.
예를 들어 1998년에는 1367마리가 목격된 말레이시아의 테랑가누 해안에는 10년 후에 불과 117마리만이 산란하러 올라오는 것으로 나타났으며, 태평양 반대쪽인 코스타리카의 플라야 그랑드 해안에서는 1982년에는 70000마리가 알을 낳으러 왔지만, 1998년에는 250마리로 줄어들었다. 태평양에서 장수거북의 멸종을 막으려면 매년 사망률을 77%가량(또는 암컷 50마리) 줄여야 한다는 의견이 있다.

## 같이 보기
- 바다거북상과 (Caretta caretta)
- 대모 (Eretmochelys imbricata)
- 청색바다거북 (Chelonia mydas)
- 켐프각시바다거북 (Lepidochelys kempii)
- 올리브각시바다거북 (Lepidochelys olivacea)
- 납작등바다거북 (Natator depressus)